# Zopforden

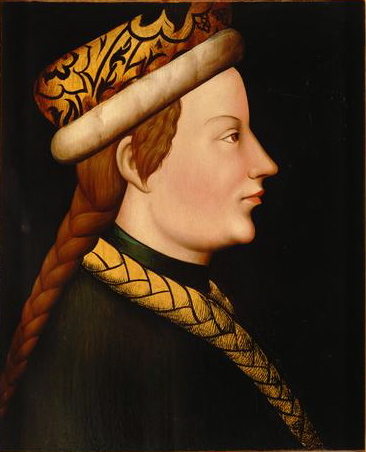
Herzog Albrecht III. im Ornat des Zopfordens

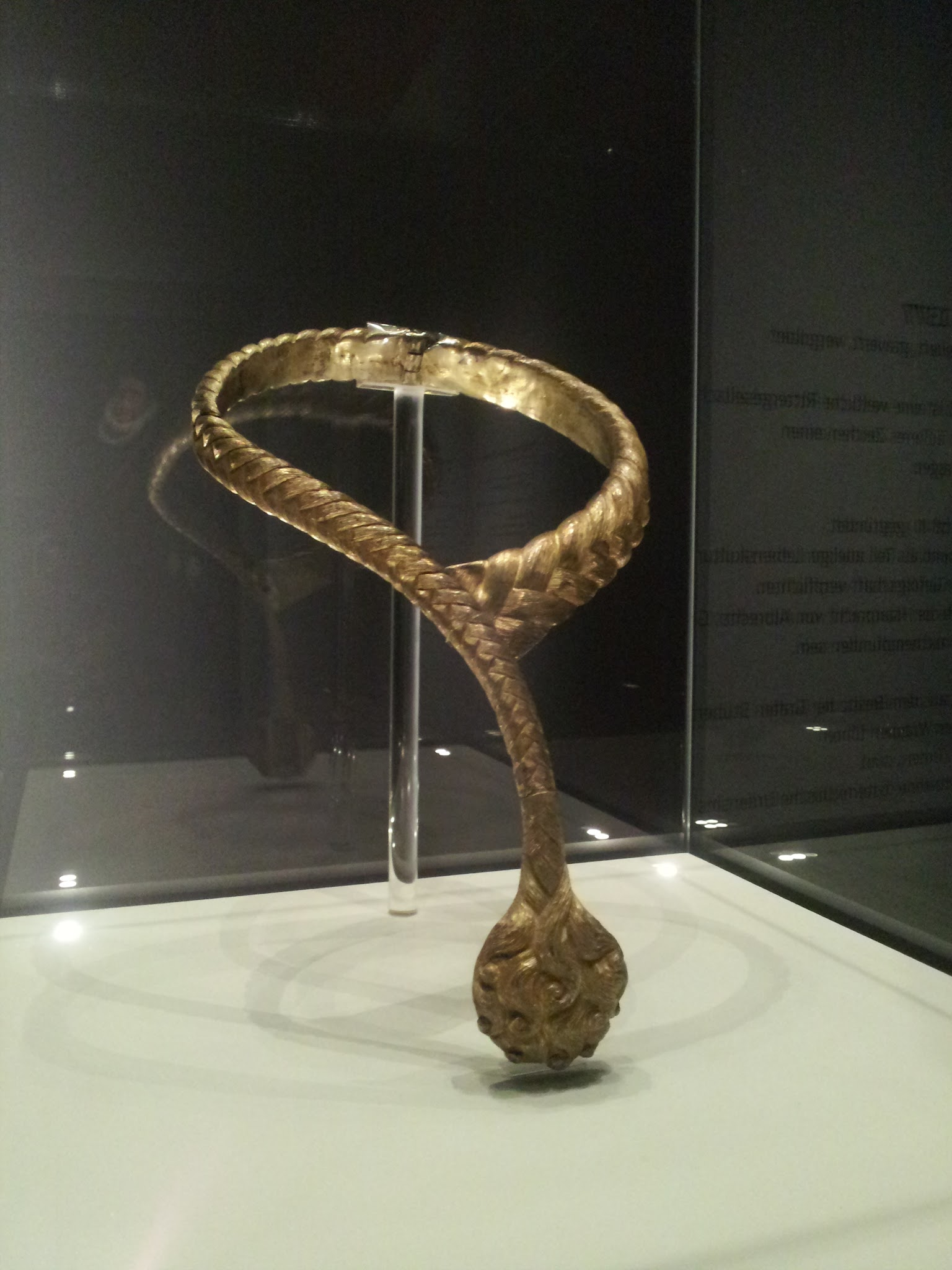
Silberner Reifen des Zopfordens. Dieses Stück wurde um 1377 geschaffen und ist das einzig bekannte, noch existierende, Originalabzeichen des Ordens. Museum im Palais, Graz

Der Zopforden, auch als Orden vom Zopf oder Orden von der Locke bezeichnet, war ein kurzlebiger österreichischer Hof-Ritterorden, den Herzog Albrecht III. in der 2. Hälfte des 14. Jahrhunderts gründete.

## Geschichte
Der Zopforden gehörte gemeinsam mit dem Salamander-Orden, dem Adler-Orden und dem Orden Albrechts VI. zu den mehrfach vergeblichen Versuchen, einen habsburgischen Hausorden zu etablieren. Sie sind als Vorstufen zum Orden vom Goldenen Vlies anzusehen.
Der Autobiographie des schwäbischen Ritters Georg von Ehingen zufolge ging der Ordensgründung eine Begebenheit voraus, die jedoch mangels urkundlicher Nachrichten historisch als nicht verifiziert gilt: Herzog Albrecht III. wurde von einer Dame ihr Zopf geschenkt. Ihr zur Ehre gründete er daraufhin den Ritterorden mit dem Zopf als Ordenszeichen. Die Identifizierung dieser Dame mit Beatrix von Zollern, von 1375 bis zu dessen Tode die zweite Frau Albrechts, wäre denkbar. Der Bericht von Ehingens würde eine Gründung vor das Jahr 1388 nahelegen, was jedoch nicht belegbar ist. Im Grazer Ausstellungskatalog wird „um 1377“ angegeben. Als sicher gilt jedoch, dass der Orden mit dem Tod seines Gründers unterging. Das einzige noch erhaltene Ordensabzeichen befindet sich im Museum im Palais des Universalmuseums Joanneum in Graz.
Der Zopforden bestand aus einem geflochtenen Zopf, der als Ring um ein eingelegtes Wappen gebogen war. Das Wappen zeigte die Montfortsche Kirchenfahne. Ein weiteres Wappen zeigte diesen Orden im Oberwappen, verkettet mit dem Wappenhelm und in der Ringmitte eine Ente. Alles über dem österreichischen Balkenwappen.